# 普雄站
普雄站（羅馬化：Puxop Zhap，慢车水牌彝文写作ꃪꐛꃀ/vat jjip mop）是一个成昆线上的铁路区段站，位于四川省凉山彝族自治州越西县普雄镇什么地村，建于1970年。成昆铁路的通车和车站的设立打通了交通闭塞的普雄河谷向外界联系的通道。尤其是改革开放后，普雄迅速成为大凉山的商品聚散中心。
车站目前是三等站，目前客运办理旅客乘降、行李、包裹托运，货运办理整车货物发到业务，是西南货运快运的作业车站之一。车站原由西昌车务段管辖，2011年12月划归峨眉车务段:401。
车站附近原设有成昆铁路牺牲职工陵园，2018年越西县民政局计划将其迁至县城的小孤山烈士陵园内。2023年上半年峨眉车务段出资改造车站站房外立面及候车室内部，新增铁路、彝族主题壁画及宣传墙，并对车站周围线路安装护栏。

## 车站结构

### 站房
- 售票处（已停用）
- 候车厅
- 检票口
- 出站口

### 站场
普雄站为成昆铁路的区段站之一，设有6条到发线。2015年越西县公安局普雄分局在站台上设置毒品检查站，2019年成都局集团对旅客站台进行延长方便旅客乘降。由于编组作业量较少，车站仅设有2条编组线和1条牵出线:9。车站货场面积14559平方米，设有4台装载机，主要到发货品类别为矿建、非金属矿石、磷矿石、粮食及煤类；另四川雷波兴达矿业在车站设有矿石货场。
| 站房 | 售票处、候车室、检票口 | 售票处、候车室、检票口 |
| 站场 | 侧式站台               | 侧式站台               |
| 站场 | 1站台                  | 成昆铁路旅客列车       |
| 站场 | 正线                   | 成昆铁路通过列车       |
| 站场 | 岛式站台               |                        |
| 站场 | 2站台                  | 成昆铁路旅客列车       |
| 站场 | 4-6道                  | 货车到发线             |
| 站场 | 车站货场               |                        |

## 营运状况
2022年12月成昆复线通车后，普雄站每天开五对图定列车：客运仅有前往燕岗和攀枝花南的始发非空调普通旅客快车各1班，承担老成昆铁路的短途客运功能；另有两对摘挂列车，一对直货列车。两对慢车原为成都至格里坪的普客列车，1989年2月以普雄为界拆分为两段:2072，之后又因为客流原因及铁路发展分别缩短至现有区间。目前两对列车相互套跑，常有鐵道迷在本站换乘。
普雄站曾是越西县主要的客货运集散站之一，客货源吸引区主要为越西县:227。普雄站原停靠的长途列车列车为照顾始发站时刻大部分都在夜间停靠，同时作为区段站，大部分旅客列车需在本站进行上水作业。
车站货场曾经于2010年起停止办理货运发送业务，仅办理到达，2020年恢复办理货运装车业务。
| 列车所属路局 | 车次 | 目的地   |
| ------------ | ---- | -------- |
| 成都铁路局   | 5620 | 峨眉     |
| 成都铁路局   | 5633 | 攀枝花南 |

## 接驳交通

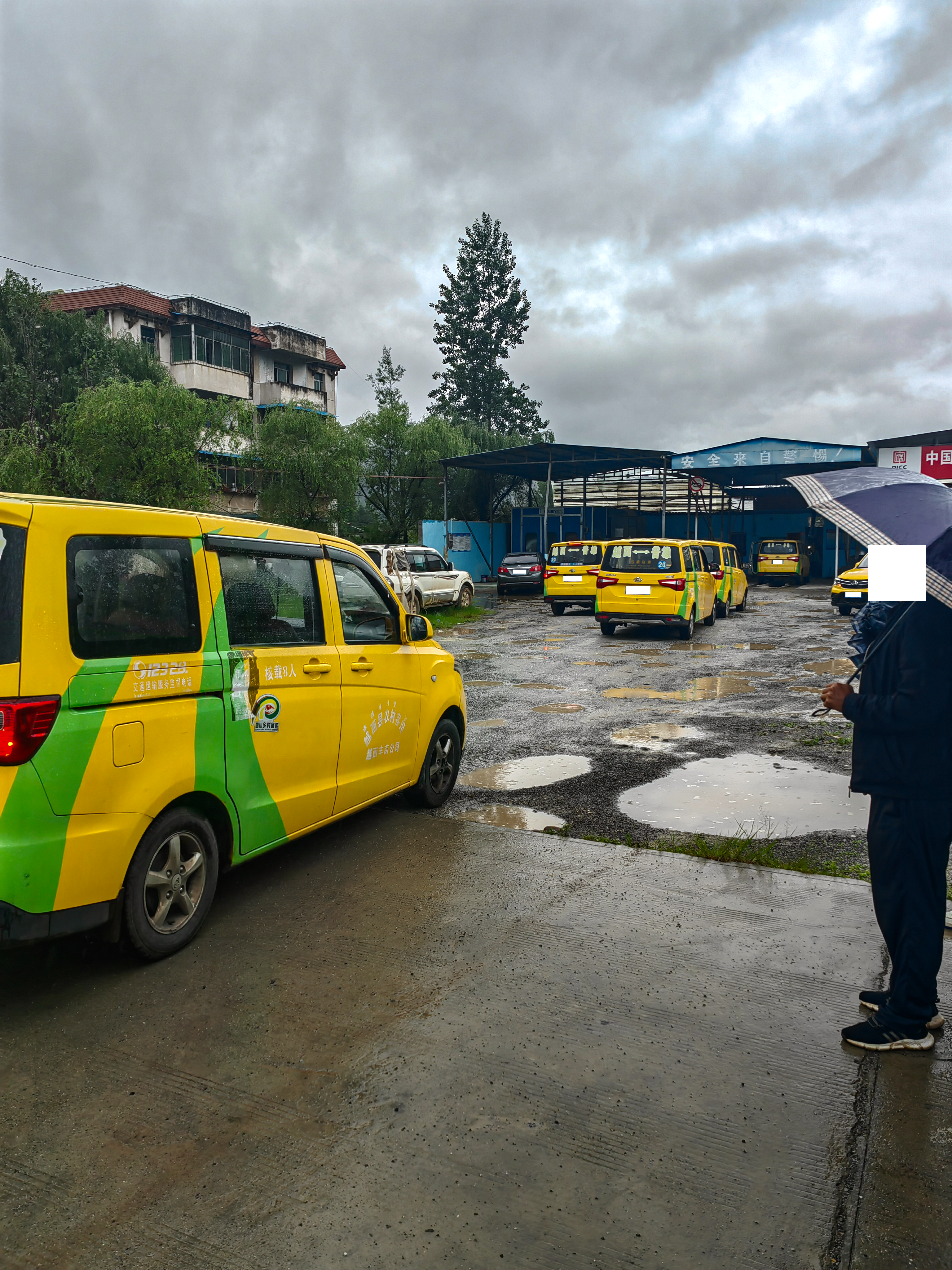
往返越西县城与普雄镇与普雄站的营运车辆（2023年7月）

普雄站距离普雄镇中心2.5公里，距离越西县城大约40公里。车站至越西县城有营运小巴接驳，需时大约1个小时。